# Слама, Богдан
Бо́гдан Сла́ма (чеш. Bohdan Sláma; род. 29 мая 1967 года, Опава, ЧССР) — чешский режиссёр, сценарист, актёр и педагог кафедры режиссуры кинофакультета Академии музыкального искусства. Снял несколько фильмов, снискавших успех среди зрителей, критиков и на международных фестивалях. Является обладателем двух Чешских львов.

## Биография
Родом из маленького городка. Сразу после школы поступил в технический университет, чтобы избежать службы в армии. Увлекшись короткометражными фильмами, стал снимать их с другом, затем с третьей попытки поступил на факультет кино и телевидения (FAMU) престижной Академии музыкальных искусств в Праге. Его короткометражка «Райский сад», снятая ещё во время учёбы, собрала несколько призов на студенческих фестивалях. Его выпускной фильм, несмотря на продолжительность 60 мин, «Белые акации», имел коммерческий успех в Чехии.

## Фильмография
- Дикие пчелы Divoké včely (2001) — VPRO Tiger Award на фестивале в Роттердаме и SKYY Award в Сан-Франциско
- Радость Radhošť (2002)
- Счастье Štěstí (2005) — «Золотая раковина» на фестивале в Сан-Себастьяне
- Сельский учитель Venkovský učitel (2008)
- Четыре солнца Čtyři slunce (2012)
- Ледяная мать Baba z ledu (2017)
- Kрай в тени Krajina ve stínu (2020)